# Şarkım Sevgi Üstüne
"Şarkım Sevgi Üstüne" ("A minha canção é sobre o amor") foi a canção que representou a televisão pública turca no Festival Eurovisão da Canção 1987, que teve lugar em Bruxelas, Bélgica. A canção foi interpretada em turco por Seyyal Taner & Locomotif. Foi a décima canção a ser interpretada, a seguir à canção espanhola "No estás solo", interpretada por Patricia Kraus e antes da canção grega "Stop", interpretada pela banda Bang. Terminou em último lugar (22.º lugar), não conquistando um único voto (0 pontos).

## Autores
- Letrista:  Olcayto Ahmet Tuğsuz
- Compositor: Olcayto Ahmet Tuğsuz
- Orquestrador: Garo Mafyan

## Letra
O título da canção indica-nos que a canção é sobre o amor, é o que cantora repete inúmeras vezes ao longo da canção, tendo uma letra muito repetitiva, apesar do ritmo alucinante da cantora e da banda acompanhante.